# Lodger (zespół muzyczny)
Lodger – fiński zespół grający muzykę z pogranicza rock/pop oraz elektroniczne indie, niezwykle mało znany w krajach innych poza Niemcami i Finlandią.
Zespół zasłynął wśród internautów głównie dzięki flashowym animacjom z podkładem muzycznym w tle. Niebanalny przekaz i autorska muzyka sprawiła, że filmy te były wielokrotnie nagradzane i cenione na całym świecie.
Zespół wydał trzy płyty, "Hi-Fi High Lights Down Low", "How Vulgar" oraz "Honeymoon is over". Płyty wydawane są w Finlandii, Niemczech, Austrii i Szwajcarii.

## Dyskografia

### Hi-Fi High Lights Down Low (2004)
1. Two Smiles is a Long Walk
2. Fickle
3. Bad Place to Earn a Living
4. I Love Death
5. Short Man on TV
6. Radio
7. Ordinary Men Make Ordinary Music
8. Doorsteps
9. Everyone Got to Go
10. Divine Right
11. Big Day
12. When I Was Six
13. Siamese Cats

### Hi-Fi High Lights Down Low (Remastered) (2005)
1. Two Smiles is a Long Walk
2. 24h Candy Machine
3. Bad Place to Earn a Living
4. I Love Death
5. Radio
6. Doorsteps
7. Short Man on TV
8. Ordinary Men Make Ordinary Music
9. Fickle
10. Big Day
11. When I Was Six
12. Siamese Cats

### How Vulgar (2007)
1. Truck Driver
2. Friends
3. Satan
4. Floozy With An Uzi
5. Steal & Lie
6. Wrong Bus
7. Under One God
8. Escape Plan
9. I Would Like To Fulfill Your Dreams
10. Brunswick Centre
11. Dont't Go Home Tonight
12. Whatever The Weather

### Honeymoon Is Over (2008)
1. Requiem
2. Chemicals
3. Nostalgia
4. Hairdo
5. Recovering Alcoholic Visits Musso & Frank
6. So Long
7. I Was Young I Needed The Money
8. Prefontaine
9. Problems With Fat
10. Girlfriend
11. Go